# De locis sanctis martyrum quae sunt foris civitatis Romae
Il De locis sanctis martyrum quae sunt foris civitatis Romae è un itinerario per pellegrini risalente al VII secolo, forse tra il 625 e il 645.
La seconda parte dell'opera, chiamata Istae vero ecclesiae intus Romae habentur, riporta un elenco di basiliche romane corredata da una succinta descrizione.
Le due sezioni, forse in origine facenti parte di un'unica opera, ci sono giunte in tre manoscritti.